# غودموندور هولمار هلجاسون
غودموندور هولمار هلجاسون مواليد 5 أغسطس 1992، هو لاعب كرة يد أيسلندي يلعب كوسط مدافع. يلعب حاليا مع نادي فالور ويحمل الرقم 6. مثل منتخب آيسلندا لكرة اليد.

## سجل المنافسة
شارك في البطولات التالية:
- بطولة أوروبا لكرة اليد للرجال 2016

## روابط خارجية
- غودموندور هولمار هلجاسون على موقع الاتحاد الدولي لكرة اليد (الإنجليزية)
- غودموندور هولمار هلجاسون على موقع الاتحاد الأوروبي لكرة اليد (الإنجليزية)
- غودموندور هولمار هلجاسون على موقع الاتحاد الفرنسي لكرة اليد (الفرنسية)